# Seznam mojstrov reda bratov pridigarjev
Seznam mojstrov reda bratov pridigarjev.

## Mojstri reda
- sveti Dominik (1216–1221)
- Jordan Saksonski (1222–1237)
- Raymond iz Penyaforta (1238–1240)
- Johannes von Wildeshausen (1241–1252)
- Humbert de Romans (1254–1263)
- Giovanni da Vercelli (1264–1283)
- Munio de Zamora (1285–1291)
- Étienne de Besançon (1292–1294)
- Niccolò Boccasini (1296–1298)
- Albertus de Chiavari (1300)
- Bernard de Jusix (1301–1303)
- Amerigo di Piacenza (1304–1311)
- Béranger de Landore (1312–1317)
- Hervé de Nédellec (1318–1323)
- Barnaba Cagnoli (1324–1332)
- Hugh de Vaucemain (1333–1341)
- Gerard de Daumar (1342)
- Pierre de Baume (1343–1345)
- Garin de Gy (1346–1348)
- Jean de Moulins (1349–1350)
- Simon de Langres (1352–1366)
- Elias Raymond (1367–1380)
- Raimondo delle Vigne (1380–1399)
- Tommaso Paccaroni (1401–1414)
- Leonardo Dati (1414–1425)
- Barthélémy Texier (1426–1449)
- Pierre Rochin (1450)
- Guy Flamochet (1451)
- Marcial Auribelli (1453–1462)
- Corrado di Asti (1462–1465)
- Marcial Auribelli (1465–1473)
- Leonardo Mansueti (1474–1480)
- Salvo Cassetta (1481–1483)
- Bartolomeo Comazzi (1484–1485)
- Barnaba Sansoni (1486)
- Gioacchino Torriani (1487–1500)
- Vincenzo Bandello (1501–1506)
- Jean Clérée (1507)
- Tommaso de Vio (1508–1518)
- Juan García de Loaysa (1518–1524)
- Francesco Silvestri (1525–1528)
- Paolo Butigella (1530–1531)
- Jean du Feynier (1532–1538)
- Agostino Recuperati (1539–1540)
- Alberto de las Casas (1542–1544)
- Francesco Romeo (1546–1552)
- Stefano Usodimare (1553–1557)
- Vincenzo Giustiniani (1558–1570)
- Serafino Cavalli (1571–1578)
- Paolo Constabile (1580–1582)
- Sisto Fabri (1583–1589)
- Ippolito Maria Beccaria (1589–1600)
- Jerónimo Xavierre (1601–1607)
- Agostino Galamini (1608–1612)
- Serafino Secchi (1612–1628)
- Niccolò Ridolfi (1629–1642)
- Tommaso Turco (1644–1649)
- Giovanni Battista de Marinis (1650–1669)
- Juan Tomás de Rocaberti (1670–1677)
- Antonio de Monroy (1677–1686)
- Antonin Cloche (1686–1720)
- Agustín Pipia (1721–1725)
- Tomás Ripoll (1725–1747)
- Antonin Bremond (1748–1755)
- Juan Tomás de Boxadors (1756–1777)
- Baltasar de Quiñones (1777–1798)
- Pio Giuseppe Gaddi (1798–1819)
- Joaquín Briz (1825–1831)
- Francesco Ferdinando Jabalot (1832–1834)
- Benedetto Maurizio Olivieri (1834–1835)
- Tommaso Giacinto Cipolletti (1835–1838)
- Angelo Ancarani (1838–1844)
- Vincenzo Ajello (1844–1850)
- Vincent Jandel (1850–1872)
- Giuseppe M. Sanvito (1873–1879)
- José Maria Larroca (1879–1891)
- Andreas Frühwirth (1891–1904)
- Hyacinthe Marie Cormier (1904–1916)
- Ludwig Theissling (1916–1925)
- Buenaventura García de Paredes (1926–1929)
- Martin Gillet (1929–1946)
- Manuel Suárez (1946–1954)
- Michael Browne (1955–1962)
- Aniceto Fernández Alonso (1962–1974)
- Vincent de Couesnongle (1974–1983)
- Damian Byrne (1983–1992)
- Timothy Radcliffe (1992–2001)
- Carlos Azpiroz Costa (2001–2010)
- Bruno Cadoré (2010–)